# Philodromus josemitensis
Philodromus josemitensis là một loài nhện trong họ Philodromidae.
Loài này thuộc chi Philodromus. Philodromus josemitensis được Willis J. Gertsch miêu tả năm 1934.